# Хенри Хатауей
Хенри Хатауей (на английски: Henry Hathaway) е американски режисьор и продуцент.

## Биография
Роден в Сакраменто, Калифорния, САЩ.
Баща му е актьор и управител на театър Роди Хатауей (1868 – 1944), а майка му е маркиза Лили де Финс (1876 – 1938), родена в Унгария белгийска аристократка, изявяваща се на музикалната сцена, под псевдонима Джийн Хатауей.

### Кариера
През 1925 г. започва да работи в неми филми като асистент-режисьор при Виктор Флеминг, Йозеф фон Щернберг и Фред Нибло. 
Прави първия си филм през 1932 г. – уестърна „Пустинно наследство“ в който Рандолф Скот изиграва своята първа голяма роля.
През 1940-те и 1950-те Хатауей снима филми в полу-документален дух, често в стил ноар. Най-известните му филми от този период са „Къща на 92-ра улица“ (1945), „Целувката на смъртта“ (1947), „Обади се на Нордсайд 777“ (1948) и „Ниагара“ (1953), в който участва изгряващата звезда Мерилин Монро.
През 1960-те Хатауей се връща към любимия си жанр, като прави няколко уестърна с Джон Уейн.

### Смърт
Хатауей почива от инфаркт през 1985 г. в Холивуд и е погребан в Гробището на Светия кръст в Кълвър Сити, Калифорния.

## Избрана филмография
| Година | Филм                     | Оригинално заглавие     |
| ------ | ------------------------ | ----------------------- |
| 1951   | Четиринадесет часа       | Fourteen Hours          |
| 1954   | Градината на злото       | Garden of Evil          |
| 1957   | Легенда за изгубените    | Legend of the Lost      |
| 1960   | На север, към Аляска     | North to Alaska         |
| 1962   | Как беше завладян Запада | How the West Was Won    |
| 1965   | Синовете на Кейти Елдър  | The Sons of Katie Elder |
| 1966   | Невада Смит              | Nevada Smith            |
| 1969   | Непреклонните            | True Grit               |